# Garden City (Carolina do Sul)
Garden City é uma Região censo-designada localizada no estado norte-americano de Carolina do Sul, no Condado de Horry.

## Demografia
Segundo o censo norte-americano de 2000, a sua população era de 9357 habitantes.

## Geografia
De acordo com o United States Census Bureau tem uma área de
14,1 km², dos quais 13,9 km² cobertos por terra e 0,2 km² cobertos por água.

## Localidades na vizinhança
O diagrama seguinte representa as localidades num raio de 16 km ao redor de Garden City.